# Louis-Marie-Hyacinthe Fabre
Pour les articles homonymes, voir Fabre.
Louis-Marie-Hyacinthe Fabre, né le 14 février 1807 à Sète, Hérault, et mort le 15 décembre 1875 à Ainhoa, Labourd, est un traducteur et grammairien de la langue basque. 

## Biographie
Il est receveur des douanes à Ainhoa. Il collabore avec le Prince Louis-Lucien Bonaparte pour son étude des dialectes basques. 

 Il est l'auteur de plusieurs ouvrages ayant trait à la langue basque, comme son Guide de conversation français-basque publié en 1862 et un Dictionnaire français-basque publié en 1870. 

## Œuvres
- Guide de la conversation français-basque, Bayonne, Desplan, 1862[2]
- Antonio le Navarrais, Bayonne, P. Cazals, 1868[3]
- Lettres labourdines, ou Lettres sur la partie du pays basque appelée le Labourd, Bayonne, Lasserre, 1869[4]
- Dictionnaire français-basque, Bayonne, P. Cazals, 1870[5]